# A-League 2007/08

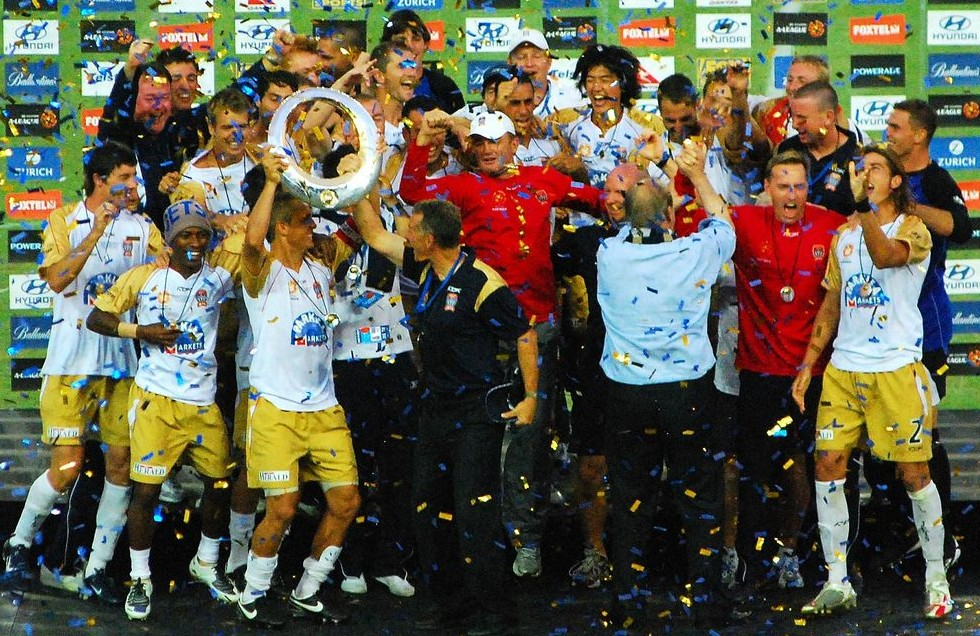
Newcastle Jets viert het winnen van de A-League

De A-League 2007/08 was het derde seizoen van de nationale professionele voetbalcompetitie in Australië, waar zeven teams uit Australië en een uit Nieuw-Zeeland aan deelnamen.
Debuterende club was Wellington Phoenix uit Nieuw-Zeeland die de plaats van de opgeheven club New Zealand Knights innam.
De reguliere competitie, die over 21 ronden werd gespeeld, liep van 20 augustus 2007 tot en met 20 januari 2008, daarop volgde de afsluitende knock-out eindfase tussen de top vier clubs. De finale werd op 24 februari gespeeld door twee clubs die hier voor het eerst in stonden. Newcastle Jets (de #2 in de reguliere competitie) won deze door Central Coast Mariners (de #1 in de reguliere competitie) met 1-0 te verslaan. Beide clubs kwalificeerden zich hiermee voor de AFC Champions League 2009.

## Deelnemende clubs
De club Wellington Phoenix nam voor het eerst deel in de A-League.
| Club                   | Stad       | Staat           | Thuisstadion            | Capaciteit |
| ---------------------- | ---------- | --------------- | ----------------------- | ---------- |
| Adelaide United        | Adelaide   | Zuid-Australië  | Hindmarshstadion        | 17.00      |
| Central Coast Mariners | Gosford    | New South Wales | Bluetonguestadion       | 20.119     |
| Melbourne Victory      | Melbourne  | Victoria        | Docklandsstadion        | 56.347     |
| Newcastle United Jets  | Newcastle  | New South Wales | Energy Australiastadion | 26.164     |
| Perth Glory            | Perth      | West-Australië  | Members Equitystadion   | 18.156     |
| Queensland Roar        | Brisbane   | Queensland      | Suncorpstadion          | 52.500     |
| Sydney FC              | Sydney     | New South Wales | Sydney Football Stadium | 45.500     |
| Wellington Phoenix FC  | Wellington | Nieuw-Zeeland   | Westpacstadion          | 34.500     |

## Competitie

### Eindstand
| # | Club                   | AW | W  | G | V  | Pnt. | v-t   |
| - | ---------------------- | -- | -- | - | -- | ---- | ----- |
| 1 | Central Coast Mariners | 21 | 10 | 4 | 7  | 34   | 30-25 |
| 2 | Newcastle Jets         | 21 | 9  | 7 | 5  | 34   | 25-21 |
| 3 | Sydney FC              | 21 | 8  | 8 | 5  | 32   | 38-24 |
| 4 | Queensland Roar        | 21 | 8  | 7 | 6  | 31   | 25-21 |
|   |                        |    |    |   |    |      |       |
| 5 | Melbourne Victory      | 21 | 6  | 9 | 6  | 27   | 47-32 |
| 6 | Adelaide United        | 21 | 6  | 8 | 7  | 27   | 31-29 |
| 7 | Perth Glory            | 21 | 4  | 8 | 9  | 20   | 27-34 |
| 8 | Wellington Phoenix     | 21 | 5  | 5 | 11 | 20   | 25-37 |

### Uitslagen
|                        | AU      | CCM     | MV      | NJ      | PG      | QR      | SFC     | WP      |
| ---------------------- | ------- | ------- | ------- | ------- | ------- | ------- | ------- | ------- |
| Adelaide United        |         | 2-1 1-2 | 1-1 4-1 | 1-1     | 1-1     | 0-1 2-0 | 1-3     | 4-1     |
| Central Coast Mariners | 2-0     |         | 2-1 2-5 | 1-1 1-2 | 1-0     | 0-1     | 4-5     | 3-0 2-0 |
| Melbourne Victory      | 2-2     | 0-0     |         | 0-2 1-3 | 0-0 2-1 | 2-0     | 0-0     | 1-1 3-0 |
| Newcastle Jets         | 1-0 2-1 | 0-0     | 2-2     |         | 1-4 2-1 | 1-1     | 0-1     | 2-1 2-3 |
| Perth Glory            | 0-0 3-2 | 0-1 1-1 | 3-1     | 0-0     |         | 1-2 1-4 | 0-0 3-0 | 0-1     |
| Queensland Roar        | 2-2     | 0-1 2-1 | 1-0 1-2 | 0-1     | 3-3     |         | 0-1 0-0 | 2-1 3-0 |
| Sydney FC              | 2-2 0-1 | 0-1 3-2 | 0-1 2-2 | 1-0     | 2-4     | 0-0     |         | 1-2     |
| Wellington Phoenix     | 2-2 1-2 | 1-2     | 2-2     | 0-1     | 4-1 3-0 | 1-1     | 1-1 0-2 |         |

### Topscorers
- In onderstaand overzicht zijn alleen de spelers opgenomen met acht of meer treffers achter hun naam.

| № | Naam           | Club                  | Goals | Pen. | Duels | Gem. |
| - | -------------- | --------------------- | ----- | ---- | ----- | ---- |
| 1 | Joel Griffiths | Newcastle United Jets | 12    | 1    |       |      |
| 2 | Shane Smeltz   | Wellington Phoenix    | 9     | 1    |       |      |
| 3 | Alex Brosque   | Sydney FC             | 8     | 0    |       |      |
| 4 | Jamie Harnwell | Perth Glory           | 8     | 0    |       |      |

## Eindfase
| Ronde      | Datum       | Club                   | Uitslagen   | Club                   | Datum       | Info                         |
| ---------- | ----------- | ---------------------- | ----------- | ---------------------- | ----------- | ---------------------------- |
| #3 - #4    | 25 januari  | Sydney FC              | 0-0, 0-2    | Queensland Roar        | 8 februari  |                              |
| #1 - #2    | 27 januari  | Newcastle Jets         | 2-0, 0-3 nv | Central Coast Mariners | 10 februari |                              |
|            |             |                        |             |                        |             |                              |
| Voorfinale | 17 februari | Newcastle Jets         | 3-2 nv      | Queensland Roar        |             |                              |
|            |             |                        |             |                        |             |                              |
| Finale     | 24 februari | Central Coast Mariners | 0-1         | Newcastle Jets         |             | in Sydney (Football Stadium) |

### Topscorers
- In onderstaand overzicht zijn alleen de spelers opgenomen met twee of meer treffers achter hun naam.

| № | Naam           | Club                   | Goals | Pen. | Duels | Gem. |
| - | -------------- | ---------------------- | ----- | ---- | ----- | ---- |
| 1 | Reinaldo       | Queensland Roar        | 3     | 2    |       |      |
| 2 | Joel Griffiths | Newcastle United Jets  | 2     | 2    |       |      |
| 3 | Sašo Petrovski | Central Coast Mariners | 2     | 0    |       |      |

2005/06 · 2006/07 · 2007/08 · 2008/09 · 2009/10 · 2010/11 · 2011/12 · 2012/13 · 2013/14 · 2014/15 · 2015/16 · 2016/17 · 2017/18 · 2018/19 · 2019/20 · 2020/21